# 川口市立芝南小学校
川口市立芝南小学校（かわぐちしりつ しばみなみしょうがっこう）は、埼玉県川口市芝にある公立小学校。

## 沿革
- 1968年4月1日 - 川口市立芝小学校内に併設して川口市立芝南小学校として開校
- 1969年6月10日 - 校旗制定。この日を開校記念日とする
- 1970年6月10日 - 校歌制定[1]

## 教育目標
- 学ぶ子
- 助け合う子
- たくましい子[2]

## 通学区域
- 大字芝 - 一部
- 芝中田1丁目 - 全域
- 芝中田2丁目 - 全域
- 芝2丁目 - 全域
- 芝3丁目 - 全域[3]